# شريف رواش
شريف رواش (26 يونيو 1984)، هو ممثل مصري، بدأ مشواره الفني عام 2000 على المسرح القومي من مسرحيه الملك لير ثم أول ظهور دراما على شاشه التليفزيون في مسلسل لحظات حرجة.. ثم بدا مشواره الفني حيث شترك في مسلسلات منهم.حواري بوخارست.البرنس. الاختيار. قيد عائلي.. ازي الصحة.سجن النساء. الصعلوك.. لهفه.. راس الغول.. ظل الرئيس.. والعديد والعديد من الأعمال الدراميه هي والسينمائيه

## أعماله

### مسلسلات
| - كلبش ج 3 2019 - عمرو - فكرة بمليون جنيه 2019 - شادي - قيد عائلي 2019 - علي - أبو جبل 2019 - زغلول - بحر 2019 - عربي - طلقة حظ 2019 - كامل - زودياك 2019 - ممرض - الأب الروحي (ج2) 2018 - أرض النفاق 2018 - رضا - أبو عمر المصري 2018 - - ممنوع الاقتراب أو التصوير 2018 - ممس | - أيوب 2018 - حنكشه - سك على إخواتك 2018 - ضيف شرف - صيف بارد 2018 - شهاب - هبة رجل الغراب (مسلسل) 2017 - بيتر - حلاوة الدنيا (مسلسل) 2017 - ضيف شرف - البارون 2017 - ضبف شرف - الأب الروحي (ج1) 2017 - سواق | - إزي الصحة 2017 - سعيد - ظل الرئيس 2017 - شوقي - لأعلى سعر 2017 - هادي - سبع أرواح 2016 - وعد 2016 - ليلة 2016 - راس الغول 2016 - عماد الصحفي - حالة عشق 2015 - جلال - ذهاب وعودة 2015 - عيسي | - البيوت أسرار 2015 - وجدي - أريد رجلًا 2015 - حسين - الصعلوك 2015 - الحكر 2014 - تفاحة آدم 2014 - حارة خمس نجوم 2012 - اشرف - لحظات حرجة 2007 - عزازيل ابن الشيطان 2014 |

## الجوائز
- جائزة احسن ممثل دور تانى في مهرجان بور سعيد الدولى للاف[3]

## وصلات خارجية
- شريف رواش علي موقع قاعدة بيانات الأفلام العربية
- شريف رواش علي موقع IMDb (الإنجليزية)